# Tratado de Nanquim

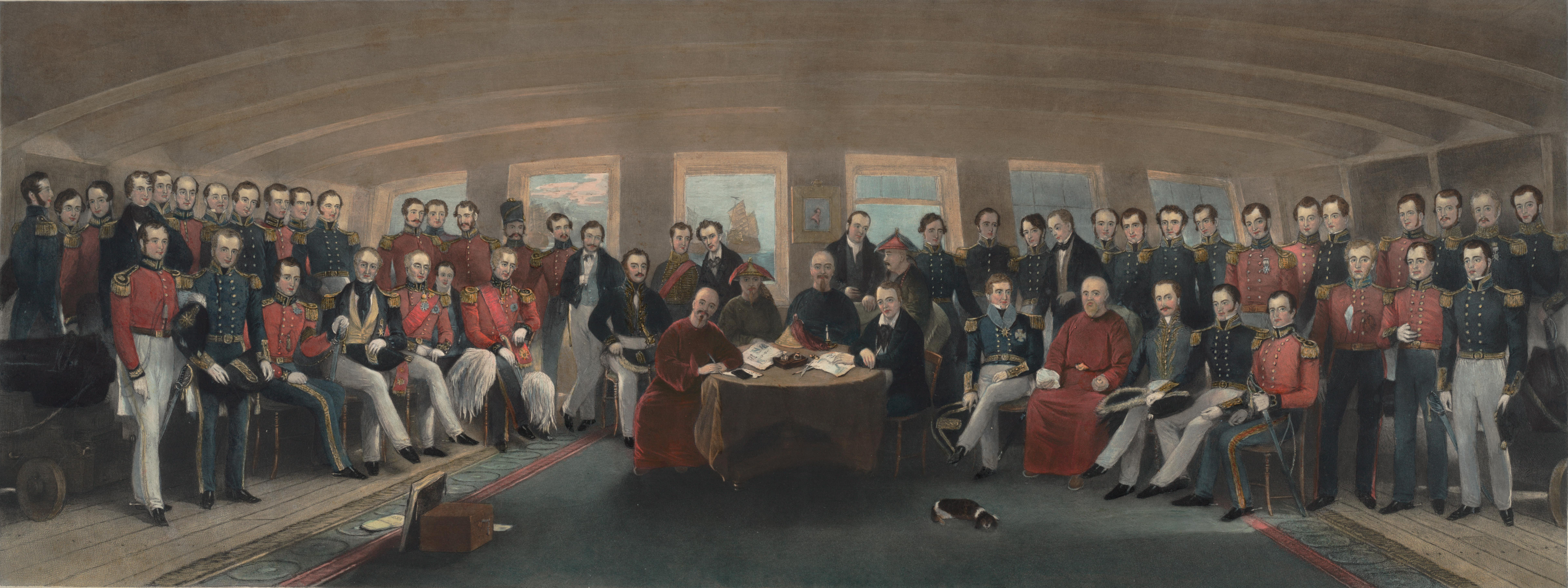
Assinatura do Tratado de Nanquim.

O Tratado de Nanquim foi um tratado firmado entre a China da Dinastia Manchu e a Grã-Bretanha em 29 de agosto de 1842, pelo imperador Daoguang, que encerrou a primeira das chamadas Guerras do Ópio.
É considerado o primeiro dos "Tratados Desiguais" ou "Tratados Iníquos", assinados entre a China Qing, o Japão Tokugawa e a Coreia Chosun com as potências industrializadas ocidentais, entre meados do século XIX e o início do século XX.
As negociações do Tratado de Nanquim começaram após o porto de Zhenjiang ser tomado pelos ingleses, em 23 de junho de 1842. Foi assinado somente em 29 de agosto de 1842 pelos cônsules negociadores Qi Ying, Yi Libu e Henry Pottinger que estavam a bordo do navio britânico Cornwallis. Sua rápida negociação e conclusão foi devido a pouca experiência chinesa com políticas internacionais, e não tinham certeza quais interesses comerciais defender.
Conhecido também como Tratado de Nanjing, teve um papel importante para a formação de relações sino-estrangeiras modernas. Apesar disso, suas cláusulas não eram claras quando se tratava de comércio, tarifas e outros assuntos britânicos, o que justificava a formulação de outros tratados e acordos.
O diploma continha treze artigos, entre os quais destacam-se:
- Artigo 2º - Determinava a abertura de cinco cidades chinesas - Cantão, Fuzhou, Xiamen, Ningbo e Xangai - para a moradia de súditos britânicos, além da abertura de tratados nessas mesmas cartas;
- Artigo 3º - A possessão de Hong Kong por tempo indeterminado pela rainha Vitória e seus sucessores;
- Artigo 4º, 5º, 6º e 7º - Estipulava que o Imperador chinês acordou em pagar uma indenização de 21 milhões de dólares, que incluía também um outro valor de 6 milhões em forma de compensar as vidas britânicas perdidas em conjunto com o ópio dissolvido. Estava nesse acordo também o pagamento por parte da China 3 milhões de dólares para cobrir as dívidas de comerciantes ingleses.[2]

Por trás do Tratado de Nanquim esteve um longo processo de “conquista” do diplomata chinês Qi Ying para com o negociador real Henry Pottinger. A chamada “Absorver para conquistar” era a estratégia usada para persuadir com seu discurso os estrangeiros, acalmá-los e mostrar aparente submissão. O império Chinês através do correspondente ganharia tempo para sobreviver aos ataques britânicos. O plano de domesticação e postergação dos chineses envolviam criar uma relação “íntima’’ com o inimigo, servindo banquetes e fazendo os acreditar na sua suposta vitória.

## Legado
O tratado de Nanquim e seus anexos tiveram significados distintos para os envolvidos, tanto na época em que foi assinado como após.
A sensação de perigo iminente que pairou sobre a China após a Primeira Guerra do Ópio e o Tratado de Nanquim fez o Imperador da China continuar as negociações com a Grã-Bretanha. Um ano após foi assinado o anexo de Regulamentos gerais de comércio e tarifa, garantindo benefícios tanto para a Inglaterra como para outros países que negociavam com a China. Esse tratado foi reimpresso na íntegra de forma mais clara, fazendo parte do Tratado de Bogue, assinado em 8 de outubro. Um outro anexo conhecido como Tratado Suplementar também foi feito em 1843.
Ambos anexos de 1843 formaram o conceito de “extraterritorialidade” da Inglaterra – depois para outros países - e sendo a base para os Tratados Desiguais.
As cláusulas do tratado foram analisadas por outras potências ocidentais, entre elas a Estados Unidos e os França. A partir do Tratado de Nanquim a China realizou acordos – de maneira pressionada. Respectivamente, o Tratado de Wanghia (1844) e o Tratado de Whampoa (1844).
Outra cláusula do tratado foi a de que dignitários chineses e britânicos passariam a se corresponder em perfeito equilíbrio, neutros. Os registros dos chineses sobre os estrangeiros não poderiam mais ser ofensivos ou algo do tipo, que descreviam como se ingleses “imploravam” as autoridades chinesas, acatando sempre as suas ordens.

## Consequências
As consequências a longo prazo do Tratado de Nanquim foram uma série de tratados e concessões a outras nações, além do pontapé inicial para o processo em que a corte chinesa perde o controle do seu comércio e política externa.
A partir do Tratado de Nanquim, outras medidas favoreceram esse país além das impostas no tratado. Foram essas a de “nação mais favorecida” que garantia somente a Inglaterra benefícios que poderiam ser dados a outras nações, e o de extraterritorialidade dando aos cidadãos britânicos um local acima de leis chinesas, deviam acatar somente leis consulares.
Sobretudo, esse tratado foi uma consequência da vitória militar da Grã-Bretanha no território chinês e também do desejo e ansiedade do imperador Daoguang para a retirada de forças britânicas. De maneira geral, sua elaboração não satisfez ambos os lados, uma vez que britânicos queriam concluir e estabelecer uma estrutura e regulação do comércio, enquanto os chineses desejavam que as cláusulas fossem mais detalhadas para evitar confrontos futuros.